# Semana Trágica (Espanha)
Semana Trágica é o nome usado para referenciar os sangrentos acontecimentos desenvolvidos em Barcelona e outras cidades da Catalunha, de 26 de Julho a 2 de Agosto de 1909, com o enfrentamento do exército e a classe operária, apoiada pelos anarquistas, socialistas e republicanos. O desencadeante foi a mobilização das tropas reservistas decretada pelo primeiro-ministro Antonio Maura, para reforçar as tropas espanholas em Marrocos.

## O contexto histórico

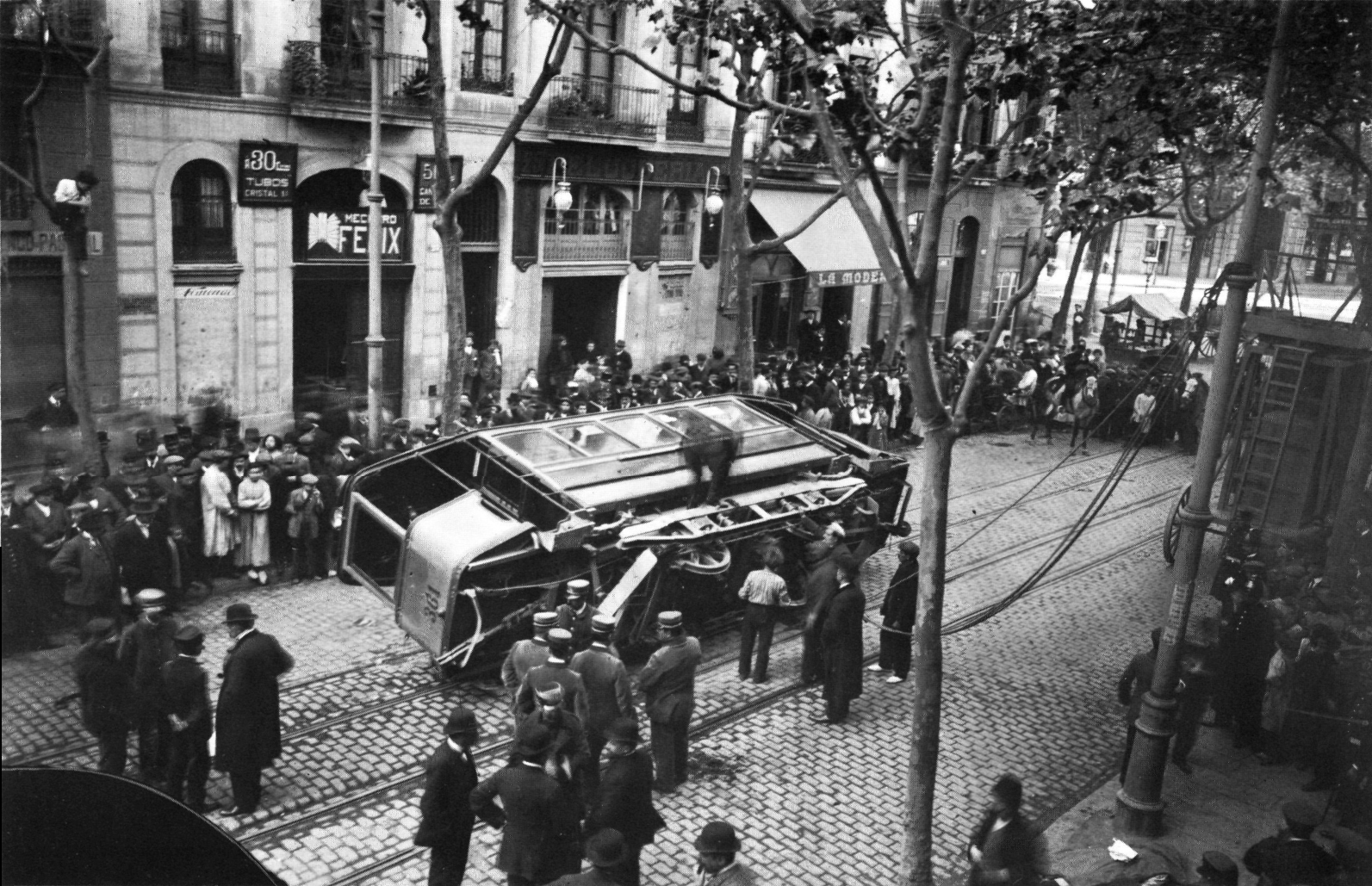
Isso foi uma imagem comum nas ruas de Madrid, durante a Semana Trágica

Espanha começa 1909 com Afonso XIII como monarca e com Antonio Maura, do Partido Conservador, à frente do governo surgido das eleições celebradas a 21 de Abril de 1907.
Politicamente, Espanha, que não se recuperara ainda do golpe moral pela perda, em 1898, de Cuba e das Filipinas, as suas últimas colônias de ultramar; vivia imersa num sistema de alternância de dois partidos políticos: o Partido Conservador e o Partido Liberal, que obtivera o governo por meio de umas eleições totalmente controladas pelo caciquismo, sistema eleitoral no que era conhecido de antemão o partido vencedor das eleições, o que até esse momento era o partido opositor.
Na Catalunha os partidos contendedores nas eleições eram Solidaritat Catalana, liderada por Francesc Cambó, e a União Republicana de Alejandro Lerroux. O partido Solidaritat Catalana, burguês e nacionalista, tornar-se-ia vencedor das eleições de 1907, obtendo 41 deputados dos 44 possíveis.
Socialmente, os operários espanhóis começavam a tomar consciência sindical e começava a surgir o movimento operário nas zonas industriais e especialmente em Barcelona onde surgia Solidaritat Obrera, uma confederação sindical de socialistas, anarquistas e republicanos que nasceu como recusa à aproximação de Solidaritat Catalana ao Partido Conservador de Maura.

## O desencadeante

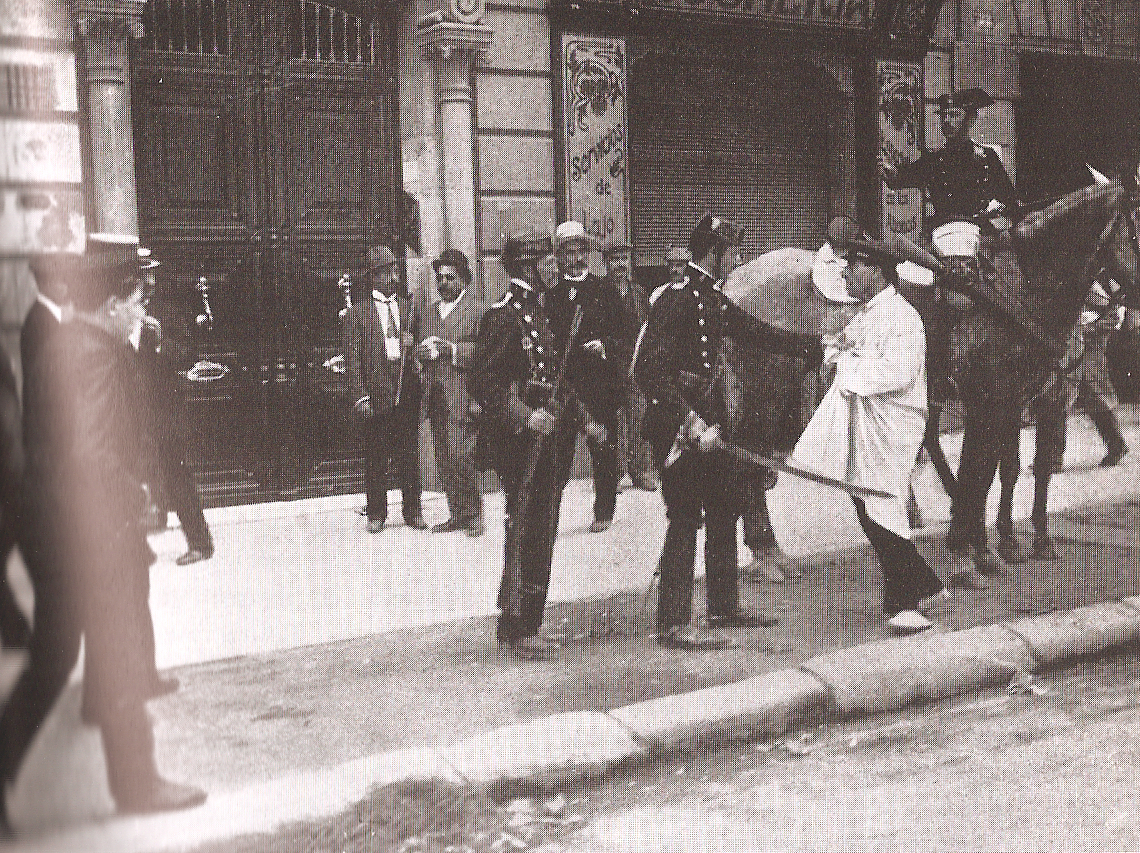
Suspeitos rodeados pela Guarda Civil.

Após a perda das  últimas colônias de ultramar, Espanha procurou uma maior presença na África do Norte, conseguindo no reparto colonial efetuado em 1904  e na Conferência Internacional de Algeciras de 1906, o controlo  sobre a zona norte de Marrocos.
A 9 de Julho de 1909 os operários espanhóis que trabalhavam na construção de uma ferrovia que uniria Melilha com as minas de Beni-Buifur, propriedade de uma sociedade controlada pelo conde de Romanones e o marquês de Comillas, são atacados pelos cabilas da zona.
Este pequeno incidente, que constituiria o começo da Guerra de Marrocos que se estenderia até 1927, foi utilizado pelo Governo Maura para iniciar um projeto colonialista contra da opinião popular espanhola, imbuída num sentimento pacifista e antimilitarista.
Os reservistas foram mobilizados, decisão muito mal acolhida pelas classes populares devido à legislação de recrutamento vigente que permitia ficar isento da incorporação a filas mediante o pagamento de um cânone de 6000 reais, quantidade que não estava ao alcance da população (o salário diário de um trabalhador ascendia na época em torno a 10 reais). Aliás, a maior parte dos reservistas eram pais de família, constituindo a única fonte de renda familiar.

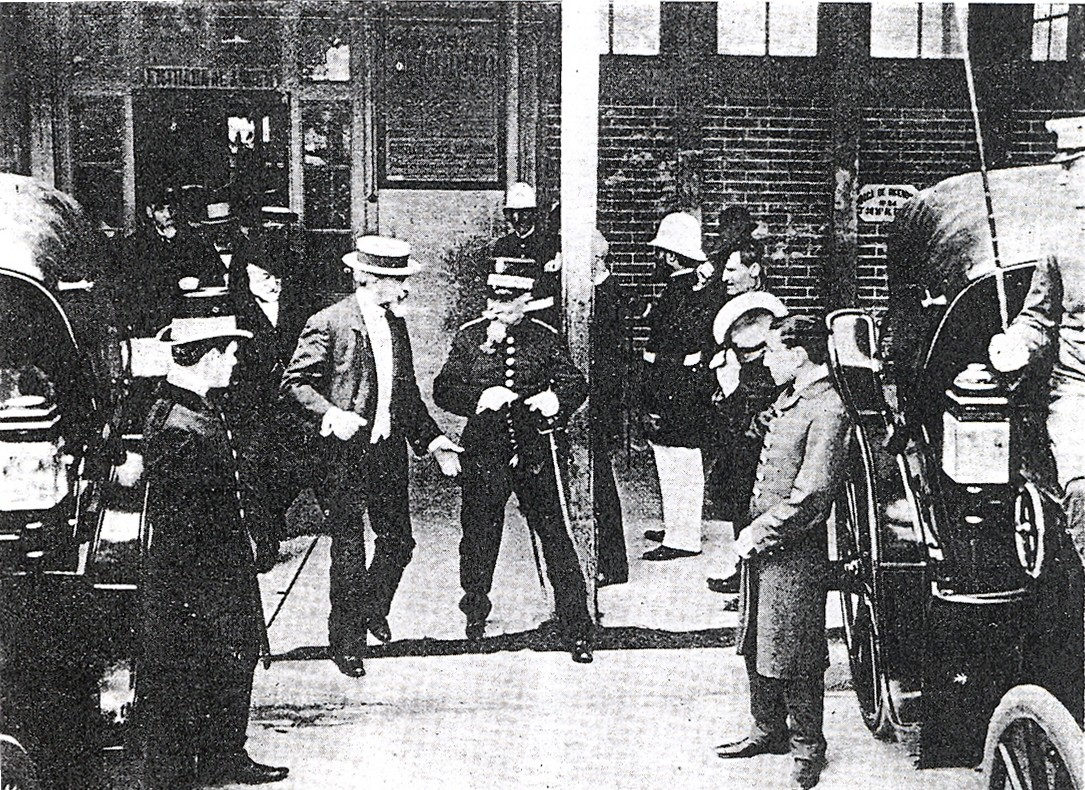
O governador Evaristo Crespo Azorín entra em Barcelona a 6 de Agosto de 1909, acompanhado pelo general Santiago

O domingo 18 de Julho, data do primeiro embarque previsto no porto de Barcelona, várias aristocratas barcelonesas tentaram entregar  aos soldados escapulários, medalhas e tabaco, o qual provocou tumultos populares que se agravaram ao chegarem notícias de Marrocos sobre as numerosas baixas que se produziram na zona de conflito.
Em Madrid concorda-se uma greve geral para 2 de Agosto, mas em Barcelona, Solidaritat Obrera decide agir por surpresa e fixa uma greve de 24 horas para a segunda-feira 26 de Julho, o qual degeneraria na Semana Trágica.
O governador civil de Barcelona, Ángel Ossorio y Gallardo, demitiu do seu cargo por se opor à declaração do estado de guerra na cidade, sendo substituído pelo advogado valenciano Evaristo Crespo Azorín.

## Segunda-feira, 26 de Julho
A greve geral é seguida majoritariamente em Barcelona, Sabadell, Terrassa, Badalona, Mataró, Granollers e Sitges; criando-se um comitê de greve para a coordenação e direção da mesma.
As autoridades ordenaram a saída do exército à rua, que foi acolhido pela população com gritos de Viva o Exército! e Abaixo a guerra!, e salvo incidentes muito esporádicos tornou-se uma jornada pacífica.

## Terça-feira ,27 de Julho
A chegada de notícias de Marrocos sobre o Desastre do Barranco do Lobo, onde pereceram 1.200 reservistas no seu maior parte do contingente que saiu de Barcelona a  18 de Julho, provocou o começo da autêntica insurreição com o levantamento de barricadas nas ruas.
O inicial protesto antibélico torna-se  protesto anticlerical, com o incêndio de igrejas, conventos e escolas religiosas;. Não se viram afetados por outro lado nenhuma fábrica ou banco.
É proclamado o “estado de guerra” na cidade e a lei marcial, ocorrendo os primeiros tiros, na zona de Las Ramblas, com o exército que abandona a atitude passiva mantida até então e faz que se irritem ainda mais os ânimos.
Esta virada anticlerical dos amotinados, tinha a sua causa em vários motivos; assim, por exemplo, a educação dada nas escolas controladas pela Igreja, onde se inculcavam aos filhos dos operários uns valores contrários à causa operária; também porque a Igreja impulsionara aos denominados sindicatos amarelos opostos ao sindicalismo anarquista, majoritário na cidade.

## Quarta-feira, 28 de Julho

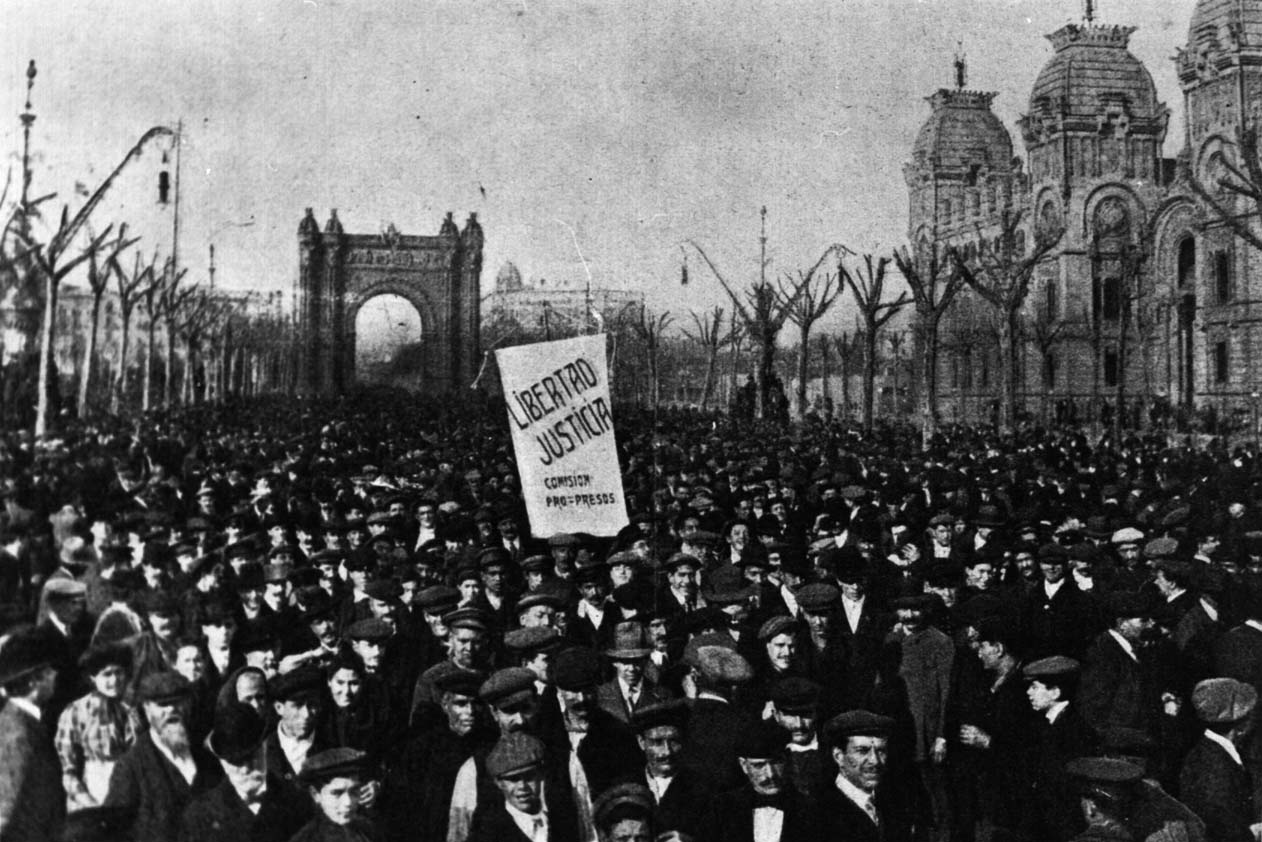
Trabalhadores de passeata durante a "Semana trágica" em Barcelona

Barcelona amanhece com numerosas colunas de fumo procedentes dos edifícios religiosos assaltados e incendiados.
O comitê de greve amostra-se incapaz de controlar os operários, e a insurreição reborda atingindo o seu clímax, não dispondo a cidade de tropas com que fazer frente aos amotinados,  pois as forças de segurança recusaram combater os grevistas, a quem consideravam companheiros.

## Quinta-feira, 29 de Julho
A falta de uma direção efetiva fez que o motim popular iniciasse o seu declínio. A esperança dos sublevados de a situação se estender ao restante da Espanha não ocorreu, ao agir o Governo com o isolamento de Barcelona e a difusão da notícia de os acontecimentos da cidade terem caráter separatista.
Este mesmo dia chegaram a Barcelona tropas de reforço procedentes de Valência, Saragoça, Pamplona e Burgos que finalmente dominam entre a sexta-feira, 30 de Julho, e o sábado, 31 de Julho, os últimos focos da insurreição.
O balanço dos distúrbios foi de um total de 78 mortos (75 civis e 3 militares), meio milhar de feridos e 112 edifícios incendiados (80 religiosos). 

## A repressão

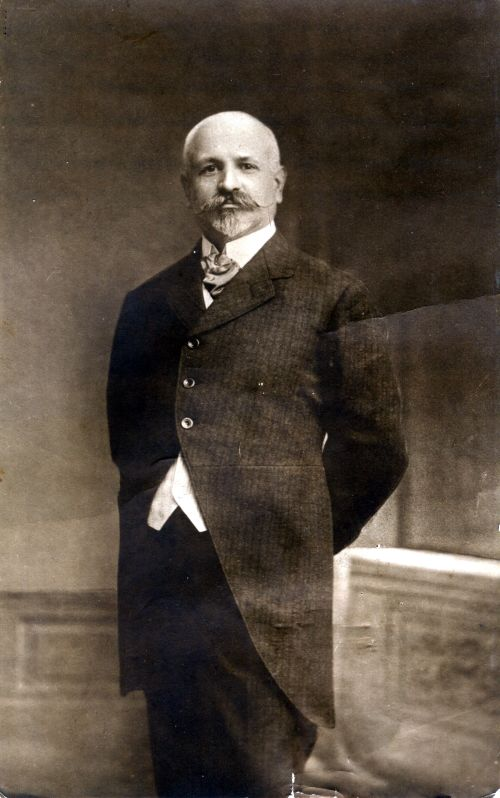
Retrato de Francesc Ferrer i Guàrdia (1859-1909), pedagogo e livrepensador catalão

O governo Maura, por meio do seu ministro da Governação Juan de la Cierva y Peñafiel levou a cabo imediatamente uma repressão duríssima e arbitrária. Vários milhares de pessoas foram detidos, dos quais 2000 foram processados, resultando 175 penas de desterro, 59 cadeias perpétuas e 5 penas capitais. Além disso, foram fechados os sindicatos e ordenado o fechamento das escolas laicas.
Os cinco réus de morte foram executados a 13 de Outubro no castelo de Montjuïc. Entre eles encontrava-se Francesc Ferrer i Guàrdia, co-fundador da Escola Moderna, acusado de ser o instigador da revolta, baseando-se unicamente numa acusação formulada numa carta enviada pelos prelados de Barcelona.
Estes fuzilamentos ocasionam uma ampla repulsa para Maura na Espanha e em toda a Europa, organizando-se uma grande campanha nos jornais estrangeiros, bem como manifestações e assaltos a diversas embaixadas.
O rei, alarmado por estas reações, tanto no exterior quanto no interior, cessa a Maura e substituiu-o pelo liberal Segismundo Moret.

## Filmes
- La ciutat cremada, (Antoni Ribas, 1976)